# Oberbarnim
Oberbarnim é um município da Alemanha, situado no distrito de Märkisch-Oderland, no estado de Brandemburgo. Tem 52,57 km² de área, e sua população em 2019 foi estimada em 1.730 habitantes.